# Ӧ (кириллица)
Ӧ, ӧ (О с умлаутом) — буква расширенной кириллицы. Используется в языке коми, марийском, удмуртском, хантыйском, шорском, хакасском и горно-алтайских языках. В языке коми обозначает звук [ɘ].
В столице Республики Коми Сыктывкаре установлен памятник букве «Ӧ». В марийском языке ӧ обозначает звук [ø].
В русской дореформенной орфографии буква иногда использовалась для передачи особых звуков тюркских языков, например, надпись на открытке: «О. Челекенъ. Аулъ Карагӧль» — передавала звучание названия посёлка, который в советское время назывался Карагель, в настоящее время на туркменском — туркм. Garagöl, современное русское название — Гарагёл.
Также использовалась при написании туркменских фамилий: например, в «Этнографических материалах по Средней Азии и Оренбургскому краю» М.Н. Галкина.